# Dzsampal Gyaco
Jampal Gyaco (1758. július 29. – 1804. november 19.) a nyolcadik dalai láma Tibetben.
1758-ban született a tibeti Ücang tartomány délkeleti részében, Lari Gang (Tob-rgyal La-ri Gang) településen, az eredetileg Kám tartományból származó Szonam Dargye (apa) és Puncok Vangmo (anya) gyermekeként.
A család annak a Drala Cegyalnak a leszármazottja, aki a Geszer kánról szóló eposz egyik főhőse volt.

## Hagyományos története
Jampal Gyaco fogantatásakor a faluban rendkívüli szüret volt, hiszen minden árpaszáron három, négy vagy öt fül volt, amelyre korábban még sehol Tibetben nem volt példa. Amikor Jampal édesanyja, Puncok Vangmo és egy rokon a kertben vacsoráztak egy hatalmas szivárvány jelent meg, amelynek egyik vége megérintette az anya vállát. Ezt a jelet egy szent lény születésének tulajdonították.
Születése után röviddel, a tűz-bika évének (1758) hatodik hónapjában a szent csecsemő gyakran kísérelt meg meditációs pózba felülni az ég felé nézve. Amikor Loszang Palden Jesi, a 6. pancsen láma először hallott a fiúról, azonnal felismerte, hogy ő a dalai láma hiteles reinkarnációja.
Két és fél éves korában Jampalt egy nagy létszámú lámákból és hivatalnokokból álló kontingens vette oltalmába, akik ezután a Tasilhumpo kolostorba szállították Sigace városa mellett. Jampal részére a kolostorban a dalai lámáknak járó ceremóniát rendeztek.
Lhászába szállították és  ötéves  korában (nyugati számítások szerint négyéves volt) beavatták a víz-ló évének hetedik hónapjában (1762) a Potala palotában. A beavatási szertartást Demo Tulku Jampal Jeshi vezetésével tartották, aki később a fiatalkorú dalai lámákat képviselő régens szerepét töltötte be.
Röviddel azután, hogy az újonc papi fogadalmat letette, megkapta a Jampal Gyaco nevet Loszang Palden Jesétől, majd 1777-ben teljes egészében felavatták.
Az országot továbbra is régensek irányították egészen a fa-sárkány évéig (1784). Ekkor a régenst Kínába küldték, így a dalai láma egyedül irányított 1790-ig, a régens visszatértéig.
1788-ban konfliktus támadt a nepáli gyapjúkereskedőkkel, amelynek a gurkákkal való összetűzés lett a vége. 1790-ben a gurkák megtámadták Dél-Tibetet és számos tartományt el is foglaltak. Az 1796-ban megpecsételt békeszünet után a nepáliak elhagyták Tibet területét.

### A Norbulingka park, a nyári palota és egyéb intézkedések
A 8. dalai láma építtette a lhászai Norbulingka parkot és a nyári palotát 1783-ban. Készíttetett ezen kívül egy teljes egészében rézből készült buddha szobrot a dél-tibeti emberek számára, amelyet az 1960-as években Indiába szállítottak és jelenleg egy tibeti könyvtár udvarán áll (Library of Tibetan Works & Archives) Daramszalában.
A láma 1804-ben hunyt el 47 éves korában (nyugati számítások szerint 46 éves volt).